# Pueblo Nuevo (Guanajuato)
Pueblo Nuevo (Guanajuato) é um município do estado de Guanajuato, no México.